# 육상 경기의 약어

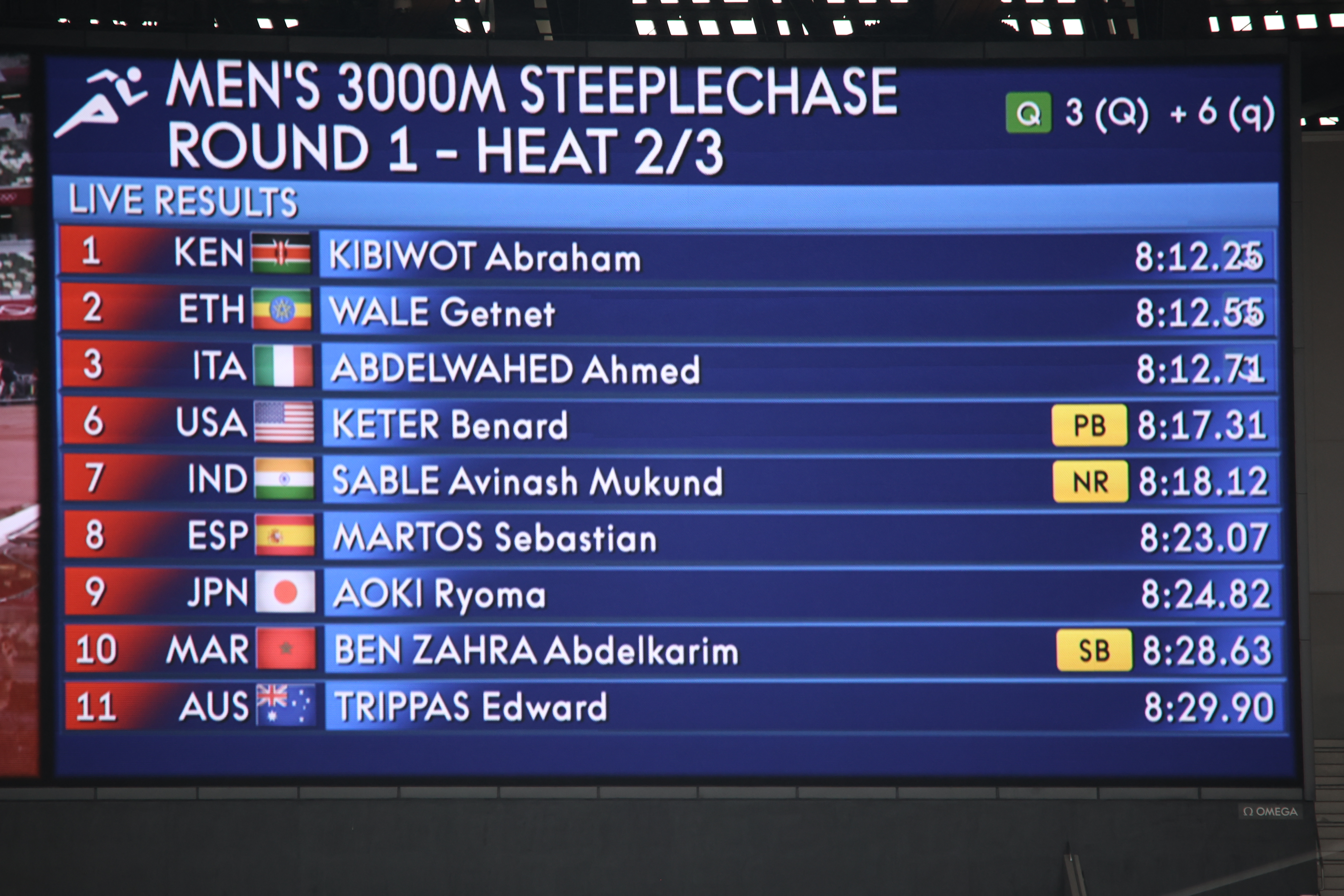
2020년 하계 올림픽 육상 남자 3000m 장애물 1차전 경기 결과. 노란색 상자로 약어가 표기됐다.
PB는 개인 최고기록, NR은 자국 신기록, SB는 시즌 최고기록을 뜻한다.

육상 경기의 약어란 육상 경기, 특히 트랙 필드의 범주 내에 있는 다양한 기록과 통계를 보다 효율적으로 나타내기 위한 로마자 약어 (준말)를 말한다.
1948년 미국의 버트 넬슨과 코드너 넬슨이 출간한 〈트랙 필드 뉴스〉 (Track & Field News)에서 독자들을 위해 필드 종목의 각 기록에 약어를 덧붙이고 정의한 것이 시초이며, 오늘날 전세계 육상 종목을 주관하는 세계 육상 연맹과 관련 스포츠 기관, 언론사와 방송사에서 적극 활용되고 있다.

## 기록 측정과 표기
육상 경기의 달리기 종목에서는 시간을 기록하는 경우가 대부분이다. 초창기 육상 경기에서는 사람이 직접 측정하는 수동 계시 (핸드타임)를 사용했기에 정확성이 떨어졌으며, 시간측정을 비교할 수 있는 체계가 마련되어 있지 않아 10분의 1초 단위로 환산하여 기록하였다. 오늘날에도 소규모 대회 등지에서 수동계시가 활용되는데 이 경우 초시계의 정확도와는 관계없이 10분의 1초 단위까지 인정된다.
그러다 1930년대부터 전자동 계시 (FAT)가 시범 도입되었고, 올림픽에서는 1968년 하계 올림픽을 기점으로 정식 도입되었으며 마침내 1977년 국제육상연맹에서 전자동 계시를 공인하면서 널리 보편화되기 시작하였다. 기술 발전으로 자동계시의 정확성이 높아져 100분의 1초 단위로 기록 측정이 가능해진 것이다. 이렇듯 수동계시와 자동계시가 공존하던 시절이 있었기에 1977년 이전에 열린 대회라도 100분의 1초 단위 기록이 있는 경우도 있으며, 반대로 수동계시임을 표시하기 위해 영어의 hand time에서 따온 'h' / 'ht'라는 약어를 표기하기도 하였다.
수동과 전자동의 두가지 시간측정 방식이 공존하다보니 필연적으로 시간기록을 비교하고 싶은 독자들이 많아지자, 1948년 〈트랙 필드 뉴스〉는 수동측정 기록의 변환계수를 0.24로 두고 계산하여 표기하였다. 이는 수동 계시 특성상 측정자가 출발 총소리를 듣거나 연기를 본 시점에서 초시계 버튼을 누르고, 결승선을 통과하는 것을 보고 반응하여 다시 버튼을 누르기까지의 지연시간을 감안하였기 때문이다. 따라서 수동측정 기록을 표기할 때에는 100분의 10초 단위로 반올림한 뒤 0.24를 더하는 것이 바람직하다. 그러나 이러한 변환을 거치지 않고 초시계 기록 그대로 내놓아 전자동 계시로 측정된 것처럼 기록하는 대회도 많았는데 이러한 경우 모든 경기결과의 백분위열에 숫자 4나 0을 표시하였다. 반대로 기록을 변환한 뒤에는 로마자 c나 기호 ' 를 표시하였다.
트랜스폰더 계시 (Transponder timing)라는 측정방법도 존재하는데, 선수의 몸통이 결승선을 들어오는 것을 기준으로 삼는 기존 측정방식과는 달리 선수의 신발에 트랜스폰더 칩을 장착하여 센서에 닿는 것을 기준으로 삼는다. 모든 참가자가 출발선에 일정하게 서 있을 수 없는 도로 달리기 종목에서 널리 활용되고 있으며, 정확도는 1초 단위기에 큰 문제는 아니지만 단거리 달리기 종목의 기준과는 차이가 있을 수 있다. 트랜스폰더 계시의 경우 시간기록이 두 개인 경우가 많은데, 건타임 (gun tiem)은 출발신호를 내린 시각을 기준으로 삼고, 매트타임 (mat time)은 선수가 출발선에 닿은 이후 결승선에 닿기까지의 시간을 기준으로 삼는다.
도로달리기 종목의 기록은 1초 단위까지만 인정되며, 분단위 내지는 시간단위까지 올라가는 경우가 많기 때문에 맨 처음 자리를 시간, 두번째 자리를 분, 세번째 다리를 초 단위란으로 표기하고 그 사이에 쌍점 (:)을 둔다. 반대로 트랙 달리기 종목에서는 그냥 1초 단위와 100분의 1초 단위란 사이에 마침표 (.)를 찍어 구분한다.
간혹 사진 판정으로 동점자를 가려낼 경우 기록이 1000분의 1 단위까지 내려가는 경우가 있다. 이 정도의 단위는 기록의 목적으로는 사용되지 않지만 예선 경기처럼 비슷한 기록이 연달아 나올 경우에는 널리 사용된다. 동점자를 가려내기 위해 특정 단위를 사용했다면 관련 통계란의 모든 기록도 똑같은 단위를 써야 한다는 것이 육상 규정이다.

## 기록과 경기에 관한 약어

### 기록을 나타내는 약어
육상 기록은 해당 기록을 관리하는 기관의 공인을 받아야 하는데, 국제대회의 경우에는 세계 육상 연맹의 공인을 받게 된다. 각 기관마다 기록 공인 기준이나 절차가 다른데, 대한민국의 대한육상연맹은 본 연맹에 등록된 선수가 본 연맹이나 세계육상연맹이 공인한 대회에서 기록한 경우를 공인한다.
기록이 공인절차를 밟기 전에는 보류 (Pending) 상태로 여겨지며 뒤에 P 라는 알파벳으로 표기하기도 한다.
- WR – 세계 기록
- OR – 올림픽 기록
- CR – 세계 선수권 대회 기록
- CR – 코스 기록 (마라톤)
- CR – 미국 대학생 대회 기록
- GR – 대회 기록
- PR – 패럴림픽 기록
- AR – 지역 (대륙) 기록
- ER – 유럽 기록
- NR – 국가 기록 (선수 자국 기록)
- MR – 대회 기록
- DLR – 다이아몬드 리그 기록
- # – 경기가 기록으로 인정되지 않았거나 경기 결과에 어떤 불규칙적인 부분이 존재함
- X – 경기 후 실격 처리됨 (일반적으로는 선수의 약물 복용이 적발되었을 시)
- U20 (과거에는 J 로 표기) – 대회가 열린 해를 기준으로 20세 이하의 선수인 경우에 표시. 연령대를 표시한 숫자가 따로 붙지 않았면 시니어로 본다.
  - WU20R – 20세 이하 세계 기록 (과거에는 WJR 로 표기)
  - AU20R – 20세 이하 지역 (대륙) 기록 (과거에는 AJR 로 표기)
  - NU20R – 20세 이하 국가 기록 (과거에는 NJR 로 표기)

### 베스트를 나타내는 단어
육상에서 '베스트' (best)란 기록을 측정할 수는 있지만 같은 요건임이 보장되는 규격화된 종목과는 달리, 매 대회 때마다 제반환경이나 정확성이 달라질 수 있는 종목의 최고기록을 나타내는 말이다.
세계육상연맹의 경우 청소년 육상 종목과 도로 경주 종목, 특히 마라톤에서 베스트라는 용어를 사용하고 있으며, 선수의 개인 최고기록 역시 베스트라고 부른다. 그리고 세계육상연맹과 소속연맹이 주관하지 않은 대회의 기록을 표현할 떄에도 쓰인다. 한국어로는 베스트도 '기록'이나 '최고기록'이라고 번역하는 경우가 있다.
- WB – 세계 베스트 기록 (세계육상연맹 비공인 세계대회 최고기록)
- WBP – 세계 베스트 성적 (세계육상연맹 비공인 세계대회 최고성적)
- AB – 지역 (대륙) 베스트 기록 (세계육상연맹 비공인 세계대회 최고기록)
- NB – 국가 베스트 기록 (국가별 육상연맹 비공인 대회 최고기록)
- NBP – 국가 최고 성적 (세계육상연맹 비공인 세계대회 최고성적)
- PB – 개인 베스트 기록 (개인이 낸 최고 기록)
- SB – 시즌 베스트 기록 (특정 시즌에 개인이 낸 최고 기록)
- WL – 세계 리드 기록 (특정 시즌에 나온 세계 최고 기록)
- EL – 유럽 리드 기록 (특정 시즌에 나온 유럽 최고 기록)
- CL – 대학 리드 기록 (특정 시즌에 나온 미국 대학 단위 최고기록)
- U18 (과거에는 Y 로 표기) – 대회가 열린 해를 기준으로 18세 이하 선수의 최고기록
  - WU18B – 18세 이하 세계 베스트 기록 (과거에는 WYB 로 표기)
  - AU18B – 18세 이하 지역 (대륙) 베스트 기록 (과거에는 AYB 로 표기)
  - NU18B – 18세 이하 국가 베스트 기록 (과거에는 NYB 로 표기)
- U23 –대회가 열린 해를 기준으로 23세 이하 선수의 최고기록
  - WU23B – 23세 이하 세계 베스트 기록
  - AU23B – 23세 이하 지역 (대륙) 베스트 기록
  - NU23B – 23세 이하 국가 베스트 기록

### 경기 상황과 여건을 나타내는 약어
- + – 전체 길이의 중반지점에서 측정한 기록
- A – 고지대에서 세워진 기록 (Altitude).
- a – (도로경주 종목에서) 세계육상연맹 규정 260조 28항에 따라 기록 공인이 불가능한 코스
- AC – 같이 경쟁하였음 (Also Competed)
- b – 경사진 트랙 (banked track)
- c – 표시 바꿈 (converted mark)
- dh – 내리막길 (downhill)
- DNF – 경기를 마치지 않음 (did not finish). 미완주.
- DNS – 경기에 나서지 않음 (did not start). 불참으로 해석될 수 있다.
- DQ – 실격 (disqualified)
- h – 수동계시 (hand timed)
- i – 실내 (indoors)
- INT – 다국적 팀 (여러 국가 출신 선수들의 계주 팀에 사용)
- IRM – 불규칙한 측정기록 (irregular measurement)
- Mx – 혼성 경주 (mixed-gender race)
- n – 무승 기록 (non-winning time)
- ND – 거리 기록 없음 (no distance)
- NT – 시간 기록 없음 (no time)
- NWI – 풍향정보 / 풍향계 없음 (no wind information)
- NWJ – 물웅덩이 없음 (no water jump), 장애물 경주 종목에 사용된다.
- OT – 오버사이즈 트랙 (oversized track)
- Q – 주요 대회의 본선이나 다음 라운드 자동 진출
- q – 주요 대회에서 본선이나 다음 라운드에 진출할 수 있는 두번째 기준을 충족함. 최상위 기록을 세워 진출한 경우에는 사용되지 않고 차순위나 특정기록을 충족하여 2차 예선을 통과한 경우에 많이 사용된다.
- qJ – 심판진 이의제기로 다음 라운드 진출
- qR – 심판의 결정으로 다음 라운드 진출
- Re – 패자부활전 (Repechage)
- sh – 단거리 트랙. 실내 트랙과 200m 이하의 야외 트랙을 말한다.
- w – 풍력 참고기록 (wind assistance). 야외 200m 이하 달리기 종목이나 멀리뛰기, 세단뛰기 등 풍력에 민감한 종목에서 경기 도중 풍속 기준치를 초과할 경우에는 '참고기록'으로만 인정된다.
- Wo – 여성 전용 경주 (women-only race)
- y – 야드 단위 측정기록 (race measurement in yards)

### 필드 종목
- o – 높이뛰기 / 장대높이뛰기에서 해당 높이에 성공
- x – 높이뛰기 / 장대높이뛰기에서 해당 높이에 실패
- r – 경기를 포기한 선수
- NH – 높이 기록 없음
- NM – 기록 없음
- - (과거에는 P 로 표기) – 해당 기록의 시도를 패스함

### 실격을 나타내는 약어
선수가 실격되었을 경우에는 세계육상연맹 규정집의 해당 조항 번호를 명기한다. 예를 들어서 부정출발로 인하여 실격당한 선수는 DQ R162.7 로 기록된다.
- 40.1 – 선수권대회 기간 중 / 선수권대회 관련 도핑 적발로 인한
- 40.8 – 선수권대회 기간 중 도핑 적발로 인한 선수권대회 출전 금지 조치
- 41.1 – 계주팀 내 1명 이상의 선수가 도핑 적발
- 142.4 – 선의의 경쟁에 따라 정직하게 경기를 펼치지 않는 행위
- 144.2 – 도움을 주거나 받는 행위 적발 (페이싱, 전자기기 사용 등)
- 145.2 – 스포츠맨십에 따르지 않은 부적절한 행동
- 149 - 무효 경기로 선수권대회에 출전
- 162.7 – 부정출발
- 163.2 – 트랙에서 다른 선수를 밀치거나 방해한 행위
- 163.3 – 레인 밖으로 달린 행위
- 163.5 – 레인 밖으로 달린 행위 (800m 이전, 경주 시작점이나 계주 브레이크라인)
- 168.6 – 허들을 레인 밖으로 넘어뜨린 행위
- 168.7 – 관련 규정에 의거하지 않고 허들을 치우거나 고의적으로 쓰러뜨린 행위
- 170.6 – 바톤을 맨손으로 들지 않은 행위. 바톤을 더 잘 잡기 위해 장갑이나 기타 소재를 착용한 경우도 해당.
- 170.6c – 바톤을 떨어뜨렸는데 회수하지 않은 행위
- 170.7 – 테이크오버 구역에서 다음 주자에게 바톤을 전달하지 않음
- 170.8 – 바톤이 없는 선수가 다른 팀을 방해함
- 170.11 – 주최자의 확인을 받지 않은 팀 구성이나 주자를 투입
- 170.17 – 4 × 400 m 계주 종목에서 제1주자가 너무 일찍 달렸거나 레인을 이탈
- 218.4 – 실내 계주 종목에서 대기중인 주자의 순서를 변경하면서 관련 규정을 위반
- 230.6a – 경보 기준을 따르지 않은 것으로 심판 3명이 인정
- 240.8e – 선수에게 생수나 다과를 전달하도록 허가받은 사람이 관련 규정을 위반
- 240.8f – 생수대 뒤에 2명 이상의 선수관계자가 배치되었거나 생수나 다과를 섭취중인 선수와 함께 달린 행위

## 기관을 나타내는 약어

### 대회 주최 기관
- AAA – 잉글랜드 아마추어 육상 협회
- AAA – 아시아 육상 협회
- AAU – 미국 아마추어 육상 연합 (1887년~1979년)
- AFI – 인도 육상 연맹
- AK – 케냐 육상 연맹
- ANA – 공인 중립 선수단
- ANZ – 뉴질랜드 육상 연맹
- APA – 팬아메리카 육상 협회
- ARAF – 전러시아 육상 연맹
- ART – 육상 난민 선수단
- BAAA – 바하마 육상 협회
- BFLA – 벨라루스 육상 연맹
- CAA – 아프리카 육상 연맹
- CACAC – 북중미카리브 육상 연맹
- CBAt – 브라질 육상 연맹
- CISM – 국제 군사 스포츠 평의회
- CONSUDATLE – 남아메리카 육상 연맹
- CTAA – 중화 타이베이 육상 협회
- DAF – 덴마크 육상 연맹
- DLFV – 동독 육상 연맹 (1949년~1990년)
- DLV – 독일 육상 연맹
- EAA / EA – 유럽 육상 연맹
- EAF – 이집트 육상 연맹
- EKJL – 에스토니아 육상 연맹
- FCA – 쿠바 육상 연맹
- FFA – 프랑스 육상 연맹
- FRMA – 모로코 왕립 육상 연맹
- FIDAL – 이탈리아 육상 연맹
- FISU – 국제 대학 스포츠 연맹
- HKAAA – 홍콩 육상 협회 (또는 홍콩 아마추어 육상협회)
- IAAF – 국제육상연맹 (1912년~2019). 지금의 세계육상연맹에 해당
- IAU – 국제 울트라러너 협회
- IOC – 국제 올림픽 위원회
- IPC – 국제 패럴림픽 위원회
- JAAA – 자메이카 육상 행정협회 (또는 자메이카 아마추어 육상협회)
- JAAF – 일본 육상 연맹
- KAAF – 대한육상연맹
- KNAU – 네덜란드 왕립 육상 연맹
- OAA – 오세아니아 육상 협회
- NACAC – 북중미카리브 육상 협회
- NCAA – 전국 대학생 육상 연맹
- NFHS – 전국 고등학생 육상 연맹
- QAF – 카타르 육상 연맹
- PZLA - 폴란드 육상 연맹
- RFEA – 스페인 왕립 육상 연맹
- TAC – 미국 육상회 (1979년~1992년), 미국 트랙 필드 연맹의 전신
- TAF – 튀르키예 육상 연맹
- UKA – 영국 육상 연맹
- USATF – 미국 트랙 필드 연맹
- WA – 세계 육상 연맹
- WAVA – 세계 베테랑 육상 협회 (33세 이상의 선수를 대상으로 한 국제기구, 1977년~2001년)
- WMA – 세계 마스터스 육상 연맹 (35세 이상의 선수를 대상으로 한 국제기구)
- WMRA – 세계 산악 경주 협회

### 간행물·통계기관
- ARRS – 로드레이싱 통계 협회 (Association of Road Racing Statisticians)
- ATFS – 트랙 필드 통계 협회 (Association of Track and Field Statisticians)
- AW – 애틀레틱스 위클리 (Athletics Weekly)
- NUTS – 영국 국가 트랙 통계 연합 (National Union of Track Statisticians)
- T&FN – 트랙 필드 뉴스 (Track & Field News)

## 종목을 나타내는 약어
육상 종목의 수가 워낙 많은 관계로 경기 결과나 통계집에서는 종목 명칭을 그대로 적지 않고 알파벳 약어로 쓰는 경우가 있다.
- CE – 혼성경기 (Combined events)
- DMR – 거리계주 (Distance medley relay)
- DT – 원반던지기 (Discus throw)
- HJ – 높이뛰기 (High jump)
- M – 하프마라톤 (Half marathon)
- HT – 해머던지기 (Hammer throw)
- JT – 창던지기 (Javelin throw)
- LJ – 멀리뛰기 (Long jump)
- mh / mH – 미터 단위 허들 경주 (예: 400mh - 400m 허들)
- PV – 장대높이뛰기 (Pole Vault)
- SMR – 스프린트 계주 (Sprint medley relay)
- SP – 포환던지기 (Shot put)
- SC, st. / s'chase – 장애물 경주 (Steeplechase)
- TJ – 세단뛰기 (Triple jump)
- WT – 추던지기 (Weight throw)
- XC / CC – 크로스컨트리 달리기 (Cross country running)

## 대회를 나타내는 약어
- AAG – 아프리카 게임
- AG – 아시안 게임
- AfC – 아프리카 육상 선수권 대회
- AsC – 아시아 육상 선수권 대회
- CWG – 코먼웰스 게임
- DL – 다이아몬드 리그
- EC / ECh – 유럽 육상 선수권 대회
- ECCC – 유럽 크로스컨트리 선수권 대회
- EIC – 유럽 실내 육상 선수권대회
- EJC – 유럽 청소년 육상 선수권 대회
- EG – 유러피언 게임
- ETC – 유럽 단체 육상 선수권 대회 (European Team Championships)
- ESAA – 잉글랜드 대학 육상 선수권 대회 (English Schools' Athletics Championships)
- ISTAF – 베를린 국제 육상 대회 (Internationales Stadionfest Berlin)
- LYG – 런던 유스 게임 (London Youth Games)
- OG – 올림픽
- OAC – 오세아니아 육상 선수권 대회
- PG – 퍼시픽 게임
- WC / WCh – 세계 육상 선수권 대회
- WHM – 세계 하프마라톤 선수권 대회
- WIC – 세계 실내 육상 선수권 대회
- WJC – 세계 청소년 육상 선수권 대회
- WXC – 세계 크로스컨트리 선수권 대회
- WYC – IAAF 세계 육상 청소년 선수권 대회 (IAAF World Youth Championships in Athletics)
- PAG – 팬아메리칸 게임
- SAG – 남아시아 경기 대회
- SEAG – 동남아시아 경기 대회